# Anacyclus radiatus
Anacyclus radiatus — вид квіткових рослин родини айстрові (Asteraceae).

## Опис
Однорічна рослина, що досягає висоти 15–30(50) сантиметрів. Стебла прямовисні. Променеві квіточки білого або жовтого кольору. Сім'янки 2–3.5 × 1.8–2.5 мм, обернено-яйцюваті. Цвітіння і плодоношення з (лютий) квітня по червень.

## Поширення
Рідний діапазон: Південна Європа, Північна Африка — Алжир, Албанія, Хорватія, Франція, Греція, Іспанія, Гібралтар, Італія, Югославія Колишній, Лівія, Португалія, Марокко, Мальта. Натуралізований: Бельгія, Люксембург, Німеччина, Ізраїль, Йорданія, Ліван, Польща, Сирія.
Зустрічається на лісових галявинах, піщаних луках і старих стінах.

## Використання
Використовується як декоративна рослина.